# كريس أكينو
كريس أكينو (بالإنجليزية: Kris Aquino)‏ (و. 1971 – م) هي مذيعة، وممثلة من الفلبين.

## روابط خارجية
- كريس أكينو على موقع IMDb (الإنجليزية)
- كريس أكينو على موقع ألو سيني (الفرنسية)
- كريس أكينو على موقع ميوزك برينز (الإنجليزية)
- كريس أكينو على موقع قاعدة بيانات الفيلم (الإنجليزية)
- كريس أكينو على موقع كينوبويسك (الروسية)